# Fenyvessy Adolf
Zalai Fenyvessy Adolf, 1862-ig Grünbaum (Zalaegerszeg, 1837. december 23. – Budapest, 1920. január 18.) újságíró, gyorsíró.

## Élete
Középiskoláit Székesfehérvárt, Szombathelyen és Pesten végezte és 1858-59-ben a budai műegyetemet látogatta. 1859-ben a gyorsírással kezdett foglalkozni. Egyike a legrégibb magyar gyorsíróknak, ő ültette át a Stolze-féle rendszert magyar nyelvre már 1860-ban. Ezen az alapon meg is írta 1863-ban A magyar gyorsírás című kimerítő tankönyvét, amely számos kiadást ért meg. Másik szakmunkája: Az országgyűlési gyorsíró kézikönyve (1869, újabb kiadás: 1906). Fenyvessy alapítója és szerkesztője volt a Magyar Gyorsíró című szaklapnak.
1865-től 1911-ig az országgyűlési gyorsíró irodát vezette. 1862. január 24-től 1873. november 20-ig a budapesti IV. kerületi főreáliskolában a gyorsírás rendkivüli tanáraként dolgozott. Budapest egyesítése után a fővárosi képviselőtestületnek, valamint pénzügyi és közélelmezési bizottságának is tagja volt.
1910-ben rendszerének ötvenéves fennállását jubilálták s ez alkalommal udvari tanácsosi címet kapott, miután már előbb nemességet kapott. Fenyvessy több nemzetgazdaságtani tanulmányt is írt folyóiratokba. 1899-ben nemesi előnevet kapott.
Fiai zalai Fenyvessy Béla egyetemi tanár és Fenyvessy József államtitkár-helyettes, közgazdasági szakíró, statisztikus voltak.

## Művei
- Gyorsirás a középtanodákban. Pest, 1863. (Stolze elvei után. Pest, második kiadás, 1869. 3. k. A magyar gyorsiró cz. Pest, 1871. 4. k. Bpest, 5. k. Bpest, 1889.)
- Az uj vámtarifa. Bpest, 1878. (Különnyomat a P. Naplóból.)
- Az első magyar vasut története. Bpest, 1883. (Értekezések a nemzetgazdaságtan és statisztika köréből I. 9.)
- Adósságok conversiója. Bpest, 1883. (Értek. a nemzetg. és stat. kör. II. 6.)
- Versicherungs-politik. Bpest, 1887. (Fordítás a Bud. Szemléből.)
- A pesti hazai első takarékpénztár-egyesület ötvenéves története 1840-1889. Az igazgatóság megbizásából. Bpest, 1890. (Ugyanez németül is. Bpest, 1890.)

Szerkesztette az Izraelita Közlönyt 1868. április 3-tól december 11-ig magyar és német nyelven.